# Historische Metrik
Die historische Metrik ist der Teilbereich der Verslehre, der die metrischen Formen in ihrer historischen Entwicklung zum Gegenstand hat, meist bezogen auf eine bestimmte Sprache oder Literatur. Ebenso Gegenstand ist die Untersuchung historischer Theoriebildungen, etwa der Werke der antiken alexandrinischen Grammatiker oder der Wirkung von Martin Opitz’ Buch Von der Deutschen Poeterey auf die deutsche Dichtung. Und schließlich werden auch die Beziehungen, Einflüsse und Übernahmen zwischen den verschiedenen Literaturen in ihrer historischen Dimension erforscht, zum Beispiel der Einfluss der französischen Poesie auf die Barockdichtung in Deutschland und Frankreich.

## Überblick
Für die Auffassungen und Begriffsbildungen in den europäischen Literaturen seit der Antike war die (alt)griechische Metrik grundlegend und prägend bis heute. Vor allem in der Zeit des Hellenismus wurden die Dichtungen der griechischen Klassik und hier in erster Linie die homerischen Epen Ilias und Odyssee untersucht und die gefundenen Regelmäßigkeiten formalisiert zu einem ausgearbeiteten System von Schemata, das hierarchische Versmaßen als Anordnungen gleichartiger oder verschiedenartiger Versfüße, die wiederum aus bestimmten Folgen langer oder kurzer Verselemente bestanden, und die verschiedenen Strophenform als Folgen gleichartiger oder verschiedenartiger Verse beschrieb. Grundlegend war dabei die den Silben zugeordnete Dauer (Quantität).
Bereits in der Spätantike ging jedoch das Empfinden für die Quantitäten allmählich verloren. Die Regelsysteme der quantitierenden Metrik mussten seither schulmäßig im Grammatik- und Rhetorikunterricht im Rahmen der Artes liberales erlernt werden. Neben der quantitierenden entstand deshalb eine nichtquantitierende, akzentuierende Dichtung, die einerseits von akzentuierenden Umbildungen quantitierender Verse (Commodian), andererseits von volkssprachlichen Liedern, sogenannten Psalmi (Augustinus), ihren Ausgang nahm.
Seit dem Frühmittelalter setzte sich unter dem Einfluss der volkssprachlichen Dichtung vielfach auch allmählich der Reim durch, und in der mittellateinischen Dichtung entwickelten sich zum Teil eigene Vers- und Strophenformen wie der – einst quantitierende – Hymnus, der Tropus, die Sequenz und die Vagantenzeile. Die Entwicklung der mittellateinischen akzentuierenden Dichtung stand in enger Wechselwirkung mit der volkssprachlichen Dichtung, sodass sich auch diese seit dem Ende des 9. Jahrhunderts von der germanischen Form, die auf dem Stabreim und der Langzeile mit fester oder variabler Silbenzahl beruhte, loslöste. Parallel zur akzentuierenden Dichtung, die als Rhythmus oder Prosa (auch Prosula) bezeichnet wurde, lebte die quantitierende Dichtung, oft von ursprünglich fremdem Reim, etwa dem leoninischen, kunstvoll verziert, durch das ganze Mittelalter fort und wurde in den Dichtungslehren sogar ausschließlich behandelt. Dabei nahmen die einzelnen Autoren gegenüber den antiken Normen zum einen Abmilderungen vor, etwa bei der Behandlung des auslautenden -o als anceps, das heißt metrisch beliebig. Zum anderen kam es auch zu Verschärfungen, so galt es etwa die Synaloephe, die Verschleifung eines auslautenden Vokals mit dem anlautenden des Folgewortes zu einem Diphthong, zu vermeiden. Die aus der Antike übernommenen lyrischen Formen Akrostichon und Figurengedicht waren im Mittelalter besonders beliebt und wurden weiterentwickelt.
In Deutschland war das Werk von Martin Opitz Von der Deutschen Poeterey von 1624 für die Verslehre bahnbrechend. Opitz (und seiner schlesischen Dichterschule um Gryphius und von Logau) ging es darum, die dichterische Praxis zu systematisieren und zu regulieren und mit dem antiken Vorbild vereinbar zu machen. Die Betonung der Silben, den exspiratorischen Akzent erklärte er zum einzigen Gliederungselement gebundener Sprache. Dabei gibt es zur quantitierenden Dichtung grob folgende Entsprechungen:
Einer kurzen Silbe in der antiken Metrik entspricht eine unbetonte Silbe oder Senkung in der deutschen Verslehre; einer langen Silbe in der antiken Metrik entspricht, sofern diese nicht eine Doppelkürze vertritt, eine betonte Silbe oder Hebung. So wurde ein Versiktus bzw. Versakzent konstituiert, der auch beim Vortrag lateinischer Dichtung Verwendung fand, um den Rhythmus für ein nicht an quantitierende Dichtung gewöhntes Ohr hörbar zu machen. Mit demselben Verfahren konnten die ursprünglich auf quantitierender Betonung beruhenden antiken Versfüße in die deutsche Sprache übertragen werden.
Dagegen wurden die antiken Verse in der Zeit vor Opitz auf andere Weise ins Deutsche gebracht. Da die lateinische Betonungsregel, das sogenannte Pänultimagesetz, im Zusammenwirken mit den Zäsuren dazu führt, dass auch im quantitierenden Vers an bestimmten Stellen des Verses mit einer gewissen Regelmäßigkeit Wortakzente auftreten, konnten deutsche Verse gebaut werden, die dieselbe Silbenzahl hatten wie der lateinische Vers und auch an denselben Stellen Wortakzente aufweisen. Beispiel: Das Kirchenlied Hérzliebster Jésu, wás hast Du verbróchen,/ dáß man ein sólch scharf Úrteil hat gespróchen? / Wás ist die Schúld, in wás für Missetáten / bíst Du geráten? ist die akzentrhythmische Umsetzung einer sapphischen Strophe.
Außerdem war es in der Zeit vor Opitz in ausuferndem Maße üblich, silbenzählende Verfahren anzuwenden, zusätzliche unbetonte Silben einzuführen, Synkopen zu setzen und unreine Reime zu benutzen.